# Sinosenecio hederifolius
Sinosenecio hederifolius là một loài thực vật có hoa trong họ Cúc. Loài này được (Dummer) B.Nord. miêu tả khoa học đầu tiên năm 1978.